# Tiangongyuan
Tiangongyuan (in cinese: 天宫院站S, Tiāngōngyuàn zhànP) è una stazione e capolinea meridionale della linea Daxing della metropolitana di Pechino. La stazione è entrata in funzione in concomitanza dell'inaugurazione dell'intera linea Daxing, avvenuta il 30 dicembre 2010.

## Storia
In base ai progetti iniziali, la stazione doveva essere nominata Nanzhaolu (南兆路) e doveva essere una stazione sopraelevata. In seguito, la stazione venne ufficialmente rinominata Tiangongyuan in base al manuale di "Istruzioni e pianificazione delle denominazioni delle stazioni della linea Daxing", optando oltretutto per costruirla in maniera interrata.

## Posizione e nome
La stazione di Tiangongyuan si trova all'incrocio tra Xinyuan Street e Simiao Road, nel distretto di Daxing. La stazione è la più meridionale della linea Daxing ed è costruita in una zona ad alta densità abitativa. Inoltre, la stazione è collegata tramite linee autobus alla contea di Gu'an, rendendola quindi molto frequentata soprattutto dai lavoratori che devono dirigersi verso Pechino centro. Ogni giorno, infatti, transitano dai 3 000 ai 4 000 passeggeri nella stazione di Tiangongyuan.
La stazione prende il nome dall'antico villaggio di Tiangongyuan che, in base ai manufatti storici, era collocato un tempo 60 miglia a sud della contea di Wanping. Nominato in passato Shijiazhuang, il villaggio venne in seguito rinominato Tiangongyuan.

## Struttura e impianti
La stazione di Tiangongyuan è organizzata in due piani sotterranei, con una banchina mediana dove in un lato transitano i treni in direzione Anheqiao Nord mentre l'altro viene utilizzato esclusivamente per la discesa dei passeggeri. La stazione dispone di 4 accessi, indicati con le lettere A, B, C e D. L'ingresso D, grazie alla presenza di un ascensore, è accessibile ai passeggeri con disabilità motorie.

## Servizi
La stazione dispone di:
- Accessibilità per portatori di handicap (solo uscite D)
- Ascensore (solo uscita D)
- Scale mobili
- Emettitrice automatica biglietti
- Servizi igienici
- Sportello automatico
- Distributori automatici
- Stazione video sorvegliata
- Ufficio polizia

### Orari
Dal 30 dicembre 2010 la linea Daxing condivide il percorso con la Linea 4; dalla stazione di Tiangongyuan si operano i servizi come segue:
- Un servizio che copre l'intera tratta, da Anheqiao Nord, da dove inizia la Linea 4, fino a Tiangongyuan, capolinea della Linea Daxing.[11]
- Un servizio ridotto che copre l'intera Linea 4 al quale si aggiunge la fermata Xingong della Linea Daxing, la prima stazione della Linea Daxing, quindi offrendo corse da Anheqiao Nord a Xingong. I passeggeri che intendono proseguire verso sud devono scendere e cambiare binario in direzione Tiangongyuan.[12]

La prima corsa direzione Anheqiao Nord parte tutti i giorni alle 5:05 da Tiangongyuan, mentre l'ultima alle 22:45.

### Tariffazione
Dalla stazione di Base biomedica la tariffazione parte da un prezzo di ¥3 (circa €0,40), a seconda della distanza di viaggio totale da percorrere, fino a un massimo di ¥7 (circa €1). Se si usa la carta dei trasporti, il prezzo viene scontato del 20% per le corse dopo una spese di ¥100 (circa €13) in un mese solare, del 50% per le corse dopo i ¥150 (circa €20) di spesa e superati i ¥400 di spesa (circa €52) non ci saranno ulteriori sconti.

## Interscambi
- Fermata autobus